# Arnor
Arnor je kraljevstvo iz trilogije Gospodar prstenova. 

Arnor je kraljevstvo Dunedaina na sjeveru, u Eriadoru. Ime mu znači Kraljeva zemlja. Glavni grad mu je Anuminas blizu jezera Nenuial. Osnovao ga je Elendil 3200 g. Drugog doba. 
Kraljevstvo je bilo jedinstveno sve dok se trojica nasljednika nisu posvadila i podijelila kraljevstvo na 3 dijela (na Arthedain, Rhuadur i Cardolan). Na sjeveru je Kralj vještac osnovao kraljevstvo Angmar. Prvo je palo kraljevstvo Rhudaur. Nakon nekoliko stoljeća borbi pala su i ostala kraljevstva. Međutim loza kraljeva je ostala neprekinuta u ostacima naroda, ali Arnor više nije postojao. Preživjeli su ostali živjeti u nekim selima. Kraljevstvo Arnora je obnovljeno kada je Aragorn postao kralj ljudi.